# Limanul Alibei
Limanul Alibei (în rusă Алибей, în ucraineană Алібей) este un liman sărat din Bugeac, pe teritoriul de azi al regiunii Odesa din Ucraina, fiind separat de Marea Neagră printr-un dig îngust de nisip. Suprafața lacului se află pe teritoriul Raionului Tatarbunar. 
Lacul Alibei este înscris pe lista zonelor umede de importanță internațională a Convenției de la Ramsar (1971), făcând parte din Sistemul de lacuri Șagani-Alibei-Burnas, cu o suprafață protejată de 190 km². Lacul Alibei face parte din Parcul Natural Național "Limanele Tuzlei". 

## Geografie
Bazinul lacului are o formă alungită. Malurile sale sunt abrupte, cu excepția celor din partea de sud. În partea de vest, Lacul Alibei este legat de Lacul Șagani și cu Lacul Caraceauș, iar în partea de est cu Lacul Burnas.
Este unul dintre cele mai mari lacuri din Regiunea Odesa, având o suprafață de 101.4 km². Lacul are o lungime de 18 km, iar lățimea maximă este de 8 km. Adâncimea maximă este de 2.5 m.

## Hidrografie
Limanul Alibei este separat de Marea Neagră printr-o limbă îngustă de nisip de formă oblică, care a fost tăiată de un canal îngust. El comunică cu Limanul Șagani (aflat în partea de sud-vest), cu Lacul Caraceauș (în vest) și, prin intermediul Lacului Curughiol, cu Limanul Burnas (în partea de sud-est).
În partea de nord a Limanului Alibei, se află în prezent Limanul Hagider, care s-a format odată cu separarea gurii de vărsare (estuarului) a râului Hagider de lacul Alibei printr-o barieră de nisip. 
Ca urmare a schimbului continuu de apă cu Marea Neagră, salinitatea sa este foarte mare.

## Flora și fauna
Aflat în lunca Dunării, în apropiere de Delta Dunării, Limanul Alibei dispune de o bogată vegetație acvatică. Pe malurile lacului își fac cuiburi păsările migratoare, care vin aici pentru reproducere și năpârlire. 

## Istoric

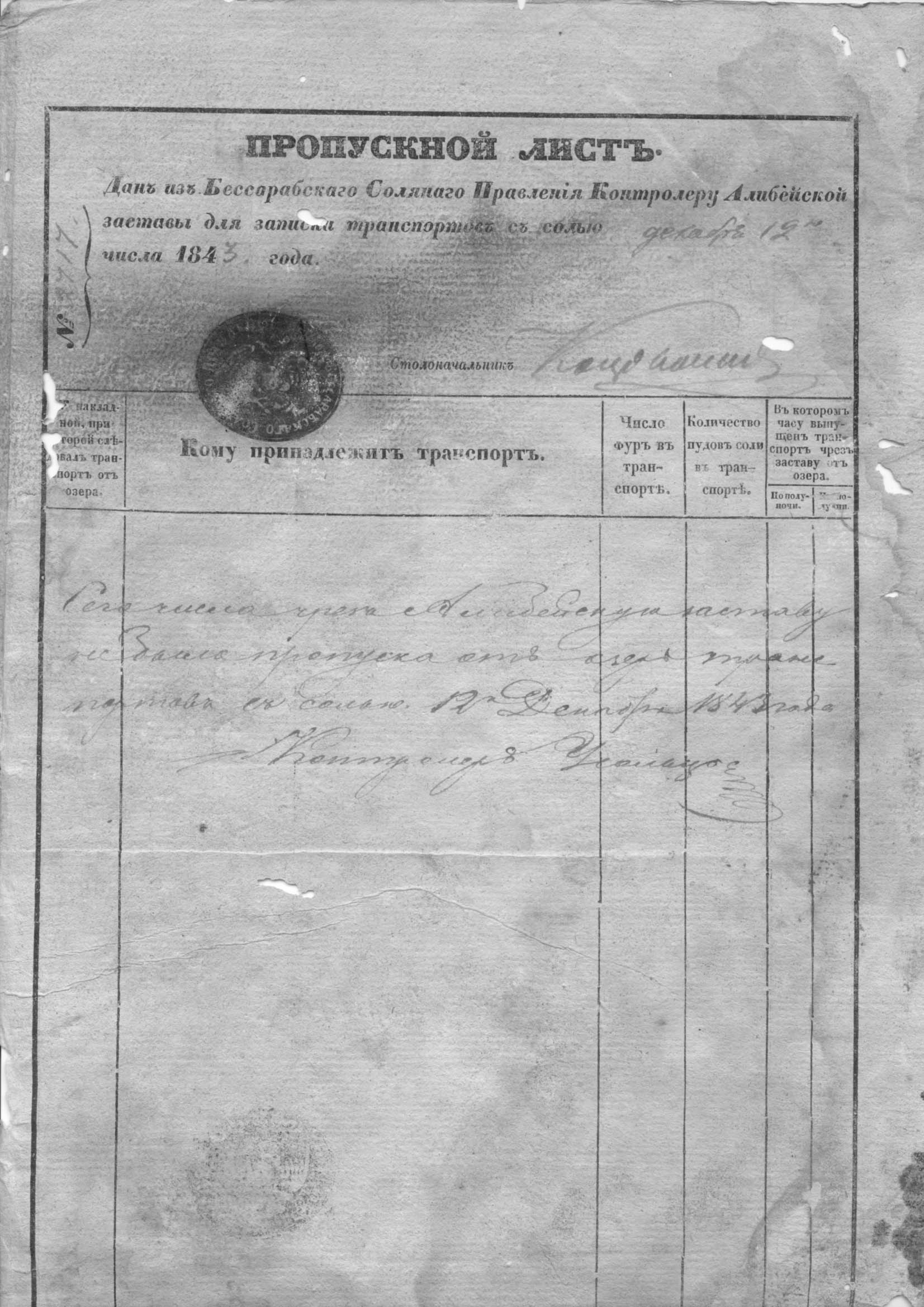
Raport al pichetului Alibei din 12 decembrie 1843

Între anii 1840-1856, din lac s-au extras aproape 4 milioane de tone de sare. În urma Tratatului de la Paris din 1856, care încheia Războiul Crimeii (1853-1856), Rusia a retrocedat Moldovei o fâșie de pământ din sud-vestul Basarabiei (cunoscută sub denumirea de Cahul, Bolgrad și Ismail). În urma acestei pierderi teritoriale, Rusia nu a mai avut acces la gurile Dunării, iar exploatarea sării a fost oprită.
În urma Tratatului de pace de la Berlin din 1878, România a fost constrânsă să cedeze sudul Basarabiei către Rusia. După reanexarea acestui teritoriu, rușii nu au mai reluat exploatarea sării din lac.